# Стадион для пляжных видов спорта (Курган)

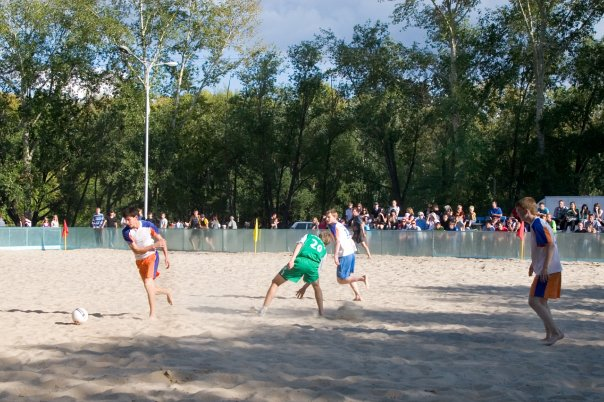
Соревнования по пляжному футболу

Стадион для пляжных видов спорта — это специализированный стадион для игровых видов спорта на песке. Открыт 8 августа 2009 года. В Кургане стадион для пляжных видов спорта разместился в Центральном парке культуры и отдыха имени 50-летия Великого Октября.
Все работу по строительству стадиона производились по ГОСТу, корт сделан на достаточно высоком уровне, поле покрыто 40-сантиметровым слоем отборного чистого песка. Открытие многофункционального корта состоялось в День города, первый удар нанес губернатор Курганской области Олег Богомолов. Рядом с кортом заасфальтирована площадка под городки, установлены зрительский трибуны на 120 человек. На корте проводятся чемпионаты города, области и УрФО по пляжному футболу и волейболу.
Это единственный специализированный стадион для пляжных видов спорта в УрФО. Открытие данного стадиона дало толчок для развития в УрФО пляжного футбола. На стадионе для пляжных видов спорта в Кургане уже прошли 4 чемпионата УрФО по пляжному футболу (2009, 2010, 2011, 2012).

## История
Все началось в 2006 году когда бывший воспитанник курганского футбола Евгений Рассказов вместе со своими соратниками организовал в Курганской области лигу пляжного футбола тогда пляжный футбол за Уральскими горами был в диковинку. В то же время начались проводить чемпионаты по пляжному футболу в городах Омск, Тюмень, Уфа. До строительства специализированного стадиона для пляжных видов спорта, чемпионат в Кургане проходил на диком пляже «Бабьи пески» но пляж оставлял желать лучшего и тогда у Евгения Рассказова родилась идея специализированного пляжного стадиона. Место для стадиона искали долго, а потом решили, что «ЦПКиО» будет лучшим решением проблемы. Выкорчевывали пни, чистили, ровняли площадку, долго искали песок — но нашли, он конечно хуже того песка на котором играют бразильцы но в целом он неплохой. Финансирование поступало от администрации города, администрации ЦПКиО и облспортуправления. Ни в одном другом областном центре УрФО нет подобного стадиона — заявил тогда Евгений Рассказов, но мы шли к этому и подобное спортивное сооружение появилось у нас в городе. В 2009 году на новом стадионе для пляжных видов спорта прошел открытый Кубок Урала по пляжному футболу среди женских команд.

## Соревнования
- 2009 — I чемпионат УрФО по пляжному футболу
- 2009 — Кубок Урала по пляжному футболу среди женских команд
- 2010 — II Чемпионат УрФО по пляжному футболу
- 2011 — III Чемпионат УрФО по пляжному футболу
- 2011 — Чемпионат Курганской области по пляжному футболу
- 26—29 июля 2012 — Чемпионат Курганской области среди мужчин и женщин по пляжному волейболу
- 28 июля 2012 — VII Чемпионат Чемпионат Курганской области по пляжному футболу
- 9—12 августа 2012 — IV Чемпионат УрФО — Кубок Губернатора Курганской области по пляжному футболу
- 2016—2019 — Кубок Урала по пляжному футболу
- 2019 — Предварительный этап Кубка России по пляжному футболу зона «Урал и Западная Сибирь».